# Farlowella venezuelensis
Farlowella venezuelensis är en fiskart som beskrevs av Martín Salazar, 1964. Farlowella venezuelensis ingår i släktet Farlowella och familjen Loricariidae. Inga underarter finns listade i Catalogue of Life.